# 哈里哈尔普尔
哈里哈尔普尔（Hariharpur），是印度北方邦Sant Kabir Nagar县的一个城镇。总人口9257（2001年）。

## 人口
该地2001年总人口9257人，其中男性4731人，女性4526人；0—6岁人口1753人，其中男929人，女824人；识字率47.13%，其中男性为58.78%，女性为34.95%。